# ルイ・マリー・テュロー
ルイ・マリー・テュロー（Louis Marie Turreau、1756年7月4日 - 1816年12月10日）は、フランス革命期の軍人。ヴァンデの反乱時の共和軍（政府軍）司令官。俗に言う地獄部隊を率いヴァンデ軍の掃討に従事した。

## 人物

### 生涯と業績
テュローは1756年7月4日にエヴルーで生まれました。フランス革命が勃発すると、彼は共和軍に参加し、ヴァンデの反乱において重要な役割を果たしました。
ヴァンデ地方での反乱鎮圧のために12の殲滅部隊を編成し、反乱に参加した者や中立的な住民を厳しく取り締まりました。彼の指導の下、村や森に火をつけ、穀物や家畜を接収するなどの過酷な戦術が行われました。このような手法から、彼の部隊は地獄部隊と呼ばれるようになりました。
指揮下の部隊に「生き物は皆殺しにしろ」などと指示し、ヴァンデ地方で無差別虐殺を行った。有名な事件だけでもムレ、シャンズオ、プゾージュ、ボープレオなどで無差別虐殺を行った。ル・マンでも無差別虐殺を行おうとしたが、同共和軍司令官マルソーによって阻止された。残虐性が特筆される一方、日誌には指揮官として任務を遂行する義務を果たしただけだと記されていたとも言われている。

### 晩年
ヴァンデの反乱鎮圧後、テュローは軍を退役し、1816年12月10日に60歳で亡くなりました。彼の指導と戦術は、フランス革命期の軍事史において重要な位置を占めています。